# Asilidae
Asilidae são a família das moscas-ladrões, também chamadas de moscas assassinas. São dípteros poderosamente construídos, eriçados, com uma probóscide curta e robusta que envolve a hipofaringe afiada e sugadora. O nome "moscas-ladrões" reflete seus hábitos predatórios experientes; elas se alimentam principalmente ou exclusivamente de outros insetos e, como regra, esperam em emboscadas e capturam suas presas em voo.